# VOR (radiomaják)

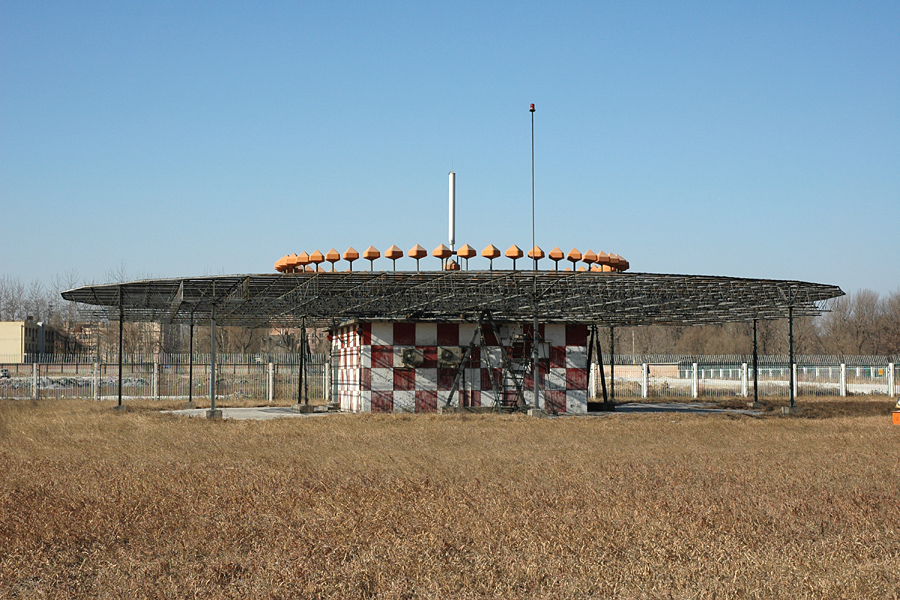
Kombinovaná pozemní stanice D-VOR/DME

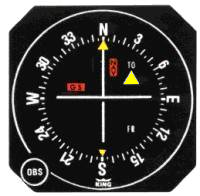
palubní VOR/ILS s mechanickou stupnicí

VOR (VHF omnidirectional radio range) je VKV všesměrový radiomaják. Je jedním ze základních systémů, používaných v leteckém provozu pro přístrojovou navigaci. Umožňuje určit letadlu směr vůči konkrétnímu majáku - a to přímo ze signálu, bez toho, aby přijímač musel mít nějakou speciální směrovou anténu. Tím se liší od systému nesměrových majáků NDB, které je třeba zaměřovat směrovou anténou.
Vylepšením systému VOR je systém D-VOR. Signál D-VOR umožňuje přesnější navigaci. Systém je zpětně kompatibilní: Přijímače VOR přijímají i signál D-VOR.
Pro navigaci v bezprostředním okolí letišť se používá T-VOR (Terminal-VOR)
Všesměrových majáků se v letectví používá již od začátku 50. let. Systém VOR využívá frekvenční pásmo od 108 až 118 MHz.
Systém VOR umožňuje určit pouze azimut k majáku. Proto se často kombinuje s měřením vzdálenosti DME. Kombinace obou systémů indikuje polohu vůči majáku v polárních souřadnicích.
Na podobném principu funguje i původně vojenský a výrazně přesnější systém TACAN, který bývá někdy slučován s VOR do společného bodu, označovaného VORTAC.

## Princip činnosti
Princip spočívá ve vysílání signálu, který je směrově závislý. Jedná se vlastně o složení dvou signálů. První je konstantně vysílán všesměrovou anténou a druhý vysílán "rotující" směrovou anténou. Radiomaják navíc vysílá sekvenci dvou nebo tří znaků v Morseově abecedě, která slouží pilotovi k identifikaci majáku.
"Rotace" druhé antény není řešena mechanicky, nýbrž elektronicky, použitím dvojice na sebe kolmých pevných antén a skládáním jejich fázově posunutých signálů. Rychlost "rotace" je 30 otáček/sec (kterou lze také chápat jako amplitudovou modulaci 30 Hz).
Přijímač v letadle poté z fázového posuvu výše popsané dvojice signálů určí azimut letadla od vysílače. Výsledek se vyjadřuje v úhlových stupních a nazývá se radiál. Radiál je orientovaná přímka která vychází z majáku a prochází přijímačem (resp. všemi přijímači v konkrétním směru).
Příklad: pokud je letadlo na radiálu 360 a přístroj indikuje "TO" , letadlo se přibližuje k radiomajáku (letím radiál 360 INBOUND), pokud je indikováno "FROM", od radiomajáku se vzdaluji (letím radiál 360). V obou případech se letadlo nachází severně od radiomajáku. Poloha letadla na daném radiálu nikterak nesouvisí s tím, jakým kurzem se letadlo pohybuje, určuje pouze momentální polohu letadla vůči VORu.
Součástí majáků VOR bývá často i systém DME (Distance Measuring Equipment) pro měření vzdálenosti od majáku, pak hovoříme o majáku VOR/DME.

## Doplerovský VOR - D-VOR
Vylepšením tohoto systému je dopplerovský VOR (D-VOR), který využívá Dopplerův princip a je zpětně kompatibilní s VOR.
Vysílaný signál D-VOR se chová stejně, jako by se směrová vysílací anténa navíc ještě pohybovala kolem pevné antény po kruhové dráze o poloměru přibližně 6-7 metrů, a to stejnou rychlostí 30 otáček za sekundu, jakou rotuje signál původního VOR. Taková rychlost je technicky těžko realizovatelná (obvodová rychlost by činila přibližně čtyřnásobek rychlosti zvuku). Ve skutečnosti je pohyblivá anténa nahrazena několika desítkami do kruhu pevně umístěných antén. Mezi nimi pak vysílač postupně přepíná, čímž simuluje rychlý kruhový pohyb druhé antény.

## Kontrola přijímače - VOT
Pro kontrolu přijímače VOR existují ještě testovací vysílače, označované jako VOT (VOR receiver test facility). Od VOR se liší tím, že jejich signály nejsou směrové. Při příjmu signálu VOT z jakéhokoliv směru musí přijímač ukázat nulový radiál.

## Použití přijímače
Použití vysvětlíme na jednoduchém příkladu (na palubě je k dispozici stejný indikátor VOR/ILS jako na obrázku). Pilot chce letět z jeho pozice přímo k radiomajáku. Naladí jeho frekvenci a odposlechne identifikační znak. Příjem signálu je na přístroji indikován zmizením červeného praporku „NAV“. Otáčením knoflíku OBS (omni bearing selector) tak dlouho až směrové břevno bude veprostřed a žlutý trojúhelníkový praporek bude ukazovat na „TO“ pilot zjistí na jakém radiálu se nachází (dole pod menší žlutou šipkou). Zároveň vidí, jaký kurs musí nasadit aby doletěl k radiomajáku (nahoře nad větší šipkou). Nasadí tento kurs a směrové břevno mu ukazuje směrovou odchylku od radiálu po kterém letí k majáku. Po přelétnutí majáku přepadne žlutý trojúhelník na „FROM“.

## Přesnost
Přesnost VOR je cca 1°, nad majákem existuje kužel nespolehlivé indikace (50 stupňů od svislice), elevační úhel je 40°.

## Majáky VOR v Česku
| Název      | Identifikační znak | Frekvence [MHz] | Souřadnice                       |
| ---------- | ------------------ | --------------- | -------------------------------- |
| Brno       | BNO                | 114,45          | 49°9′ s. š., 16°41′33″ v. d.     |
| Dešná      | OKF                | 113,15          | 48°58′9″ s. š., 15°32′44″ v. d.  |
| Frýdlant   | OKX                | 114,85          | 50°54′10″ s. š., 15°1′55″ v. d.  |
| Cheb       | OKG                | 115,7           | 50°3′55″ s. š., 12°24′21″ v. d.  |
| Neratovice | NER                | 112,25          | 50°22′0″ s. š., 14°37′17″ v. d.  |
| Ostrava    | OTA                | 117,45          | 49°41′51″ s. š., 18°6′33″ v. d.  |
| Praha      | OKL                | 112,6           | 50°5′45″ s. š., 14°15′56″ v. d.  |
| Vlašim     | VLM                | 114,3           | 49°42′15″ s. š., 15°4′ v. d.     |
| Vožice     | VOZ                | 116,95          | 49°31′56″ s. š., 14°52′29″ v. d. |